# Lista de governadores do Maranhão
Esta é uma lista dos governantes do Maranhão, estado da República Federativa do Brasil.
O Maranhão foi uma das capitanias criadas quando da divisão do Brasil por D. João III, doada, de acordo com o historiador Pedro Calmon, anteriormente a junho de 1535, tendo sido seus primeiros capitães-donatários Fernando Álvares de Andrade, João de Barros e Aires da Cunha.
Em 13 de junho de 1621, Filipe IV de Espanha, numa tentativa de tornar mais eficaz a defesa militar da região contra os ataques de Neerlandeses, elevou-a à condição de Estado do Maranhão, com administração independente do Estado do Brasil, ao Sul, e ficando a compreender as capitanias do Maranhão, do Pará, do Piauí e do Ceará. Entre 1652 e 1655, esteve dividido em duas capitanias, a de São Luís e a do Grão-Pará, para logo depois ser reunificado.
Em 1737, a sua designação oficial passou a ser a de Estado do Grão-Pará e Maranhão. Em 1775, o Estado foi abolido, dividido nas capitanias do Maranhão, Grão-Pará, Piauí e São José do Rio Negro, e estas integradas no Vice-Reino do Brasil. Tornaram-se províncias do Brasil em 28 de fevereiro de 1821, e um Estado integrante, após a proclamação do novo regime em 1889, dos Estados Unidos do Brasil (posteriormente República Federativa do Brasil).

## Governantes do período colonial (1536 — 1822)
| N°                                    | Nome                                        | Imagem | Início do Mandato       | Fim do Mandato          | Referências e notas                         |
| Capitães-donatários do Maranhão       |                                             |        |                         |                         |                                             |
| 1                                     | Aires da Cunha                              |        | 11 de março de 1536     | 12 de outubro de 1536   | Governador Regente da Capitania do Maranhão |
| 2                                     | João de Barros                              |        | 12 de outubro de 1536   | 20 de outubro de 1570   | Governador Regente da Capitania do Maranhão |
| 3                                     | Fernando Álvares de Andrade                 |        | 20 de outubro de 1570   | 11 de outubro de 1606   | Governador Regente da Capitania do Maranhão |
| 4                                     | Luís de Melo e Silva                        |        | 11 de outubro de 1606   | 17 de março de 1612     | Governador Regente da Capitania do Maranhão |
| Capitães da França Equinocial         |                                             |        |                         |                         |                                             |
| (1)                                   | Daniel de la Touche Senhor de la Ravardière |        | 17 de março de 1612     | 9 de janeiro de 1616    |                                             |
| Capitães-mores do Estado do Maranhão  |                                             |        |                         |                         |                                             |
| —                                     | Jerônimo de Albuquerque Maranhão            |        | 9 de janeiro de 1616    | 11 de fevereiro de 1618 |                                             |
| —                                     | Antônio de Albuquerque                      |        | 11 de fevereiro de 1618 | 7 de novembro de 1619   |                                             |
| 5                                     | Domingos da Costa Machado                   |        | 7 de novembro de 1619   | 20 de abril de 1622     | Governador Regente da Capitania do Maranhão |
| 6                                     | Antônio Moniz Barreiros Filho               |        | 20 de abril de 1622     | 3 de setembro de 1626   | Governador Regente da Capitania do Maranhão |
| 7                                     | Antônio Coelho de Carvalho                  |        | 3 de setembro de 1626   | 15 de setembro de 1635  | Governador Regente da Capitania do Maranhão |
| 8                                     | Jácome Raimundo de Noronha                  |        | 15 de setembro de 1635  | 27 de janeiro de 1638   | Governador Regente da Capitania do Maranhão |
| 9                                     | Bento Maciel Parente                        |        | 27 de janeiro de 1638   | 25 de novembro de 1641  | Governador Regente da Capitania do Maranhão |
| Governadores neerlandeses do Maranhão |                                             |        |                         |                         |                                             |
| (1)                                   | Koen Anderson                               |        | 25 de novembro de 1641  | 30 de setembro de 1642  |                                             |
| Capitães-mores do Estado do Maranhão  |                                             |        |                         |                         |                                             |
| 10                                    | Pedro de Albuquerque Melo                   |        | 30 de setembro de 1642  | 6 de fevereiro de 1644  | Governador Regente da Capitania do Maranhão |
| —                                     | António Teixeira                            |        | 6 de fevereiro de 1644  | 17 de junho de 1646     |                                             |
| 11                                    | Francisco Coelho de Carvalho                |        | 17 de junho de 1646     | 15 de fevereiro de 1648 | Governador Regente da Capitania do Maranhão |
| —                                     | Manuel Pitta da Veiga                       |        | 15 de fevereiro de 1648 | 17 de fevereiro de 1649 |                                             |
| 12                                    | Luís de Magalhães                           |        | 17 de fevereiro de 1649 | 25 de fevereiro de 1652 | Governador Regente da Capitania do Maranhão |
| —                                     | Balthazar de Sousa Pereira                  |        | 25 de agosto de 1654    | 11 de maio de 1655      |                                             |
| 13                                    | André Vidal de Negreiros                    |        | 11 de maio de 1655      | 23 de setembro de 1656  | Governador Regente da Capitania do Maranhão |
| —                                     | Agostinho Correia                           |        | 23 de setembro de 1656  | 16 de junho de 1658     |                                             |
| 14                                    | Pedro de Mello                              |        | 16 de junho de 1658     | 26 de março de 1662     | Governador Regente da Capitania do Maranhão |
| 15                                    | Rui Vaz de Siqueira                         |        | 26 de março de 1662     | 22 de junho de 1667     | Governador Regente da Capitania do Maranhão |
| 16                                    | António de Albuquerque Velho                |        | 22 de junho de 1667     | 7 de junho de 1671      | Governador Regente da Capitania do Maranhão |
| 17                                    | Pedro César de Meneses                      |        | 7 de junho de 1671      | 17 de agosto de 1678    | Governador Regente da Capitania do Maranhão |
| 18                                    | Inácio Coelho da Silva                      |        | 17 de agosto de 1678    | 27 de maio de 1682      | Governador Regente da Capitania do Maranhão |
| 19                                    | Francisco de Sá de Meneses                  |        | 27 de maio de 1682      | 15 de maio de 1685      | Governador Regente da Capitania do Maranhão |
| 20                                    | Gomes Freire de Andrade                     |        | 15 de maio de 1685      | 17 de julho de 1687     | Governador Regente da Capitania do Maranhão |
| 21                                    | Artur de Sá de Meneses                      |        | 17 de julho de 1687     | 17 de maio de 1690      | Governador Regente da Capitania do Maranhão |
| 22                                    | Antônio de Albuquerque Coelho de Carvalho   |        | 17 de maio de 1690      | 30 de junho de 1701     | Governador Regente da Capitania do Maranhão |
| —                                     | Fernão Carrilho                             |        | 30 de junho de 1701     | 12 de julho de 1702     |                                             |
| 23                                    | Manuel Rolim de Moura                       |        | 12 de julho de 1702     | 15 de setembro de 1705  | Governador Regente da Capitania do Maranhão |
| 24                                    | João Velasco de Molina                      |        | 15 de setembro de 1705  | 19 de janeiro de 1707   | Governador Regente da Capitania do Maranhão |
| 25                                    | Cristóvão da Costa Freire                   |        | 19 de janeiro de 1707   | 4 de junho de 1718      | Governador Regente da Capitania do Maranhão |
| 26                                    | Bernardo Pereira de Berredo                 |        | 4 de junho de 1718      | 14 de julho de 1722     | Governador Regente da Capitania do Maranhão |
| 27                                    | João da Maia da Gama                        |        | 14 de julho de 1722     | 9 de junho de 1728      | Governador Regente da Capitania do Maranhão |
| 28                                    | Alexandre de Sousa Freire                   |        | 9 de junho de 1728      | 16 de julho de 1732     | Governador Regente da Capitania do Maranhão |
| 29                                    | José da Serra                               |        | 16 de julho de 1732     | 13 de março de 1736     | Governador Regente da Capitania do Maranhão |
| —                                     | João Alves de Carvalho                      |        | 13 de março de 1736     | 5 de setembro de 1737   |                                             |
| 30                                    | João de Abreu Castelo Branco                |        | 5 de setembro de 1737   | 16 de outubro de 1745   | Governador Regente da Capitania do Maranhão |
| —                                     | Domingos Duarte Sardinha                    |        | 16 de outubro de 1745   | 8 de agosto de 1747     |                                             |
| 31                                    | Francisco Mendonça Gorjão                   |        | 8 de agosto de 1747     | 29 de setembro de 1751  | Governador Regente da Capitania do Maranhão |
| —                                     | Luís de Vasconcelos Lobo                    |        | 29 de setembro de 1751  | 3 de novembro de 1752   |                                             |
| —                                     | Severino de Faria                           |        | 3 de novembro de 1752   | 25 de outubro de 1753   |                                             |
| 32                                    | Gonçalo Lobato e Sousa                      |        | 25 de outubro de 1753   | 17 de outubro de 1761   | Governador Regente da Capitania do Maranhão |
| 33                                    | Joaquim de Mello e Póvoas                   |        | 17 de outubro de 1761   | 17 de março de 1775     | Governador Regente da Capitania do Maranhão |
| Governadores da Capitania do Maranhão |                                             |        |                         |                         |                                             |
| 34                                    | Joaquim de Mello e Póvoas                   |        | 17 de março de 1775     | 26 de dezembro de 1779  | Governador Regente da Capitania do Maranhão |
| 35                                    | Antônio de Sales e Noronha                  |        | 26 de dezembro de 1779  | 16 de outubro de 1784   | Governador Regente da Capitania do Maranhão |
| 36                                    | José Teles da Silva                         |        | 16 de outubro de 1784   | 20 de março de 1787     | Governador Regente da Capitania do Maranhão |
| 37                                    | Fernando Pereira Leite de Foios             |        | 20 de março de 1787     | 19 de abril de 1792     | Governador Regente da Capitania do Maranhão |
| 38                                    | Fernando Antônio de Noronha                 |        | 19 de abril de 1792     | 13 de junho de 1798     | Governador Regente da Capitania do Maranhão |
| 39                                    | Diogo de Sousa                              |        | 13 de junho de 1798     | 16 de maio de 1804      | Governador Regente da Capitania do Maranhão |
| 40                                    | António de Saldanha da Gama                 |        | 16 de maio de 1804      | 6 de fevereiro de 1806  | Governador Regente da Capitania do Maranhão |
| 41                                    | Francisco de Mello Câmara                   |        | 6 de fevereiro de 1806  | 12 de outubro de 1809   | Governador Regente da Capitania do Maranhão |
| —                                     | José Tomás de Meneses                       |        | 12 de outubro de 1809   | 10 de julho de 1811     |                                             |
| 42                                    | Paulo José da Silva Gama                    |        | 10 de julho de 1811     | 12 de setembro de 1818  | Governador Regente da Capitania do Maranhão |
| —                                     | Francisco Magalhães Pizarro                 |        | 12 de setembro de 1818  | 5 de julho de 1819      |                                             |
| 43                                    | Bernardo Silveira da Fonseca                |        | 5 de julho de 1819      | 8 de agosto de 1823     | Governador Regente da Capitania do Maranhão |

## Governantes do período imperial (1822 — 1889)
Após a Independência do Brasil, através de uma Lei Imperial de 20 de outubro de 1823 D. Pedro I extinguiu as juntas governativas provisórias nas províncias e criou os cargos de presidentes, a serem preenchidos por nomeação do Imperador, e os conselhos de governos, que seriam eleitos.
Legendas
     Partido Conservador
     Partido Liberal
     Partido Democrático
     Partido Popular
     Partido Moderado
| Nº                            | Nome | Imagem | Partido             | Início do mandato                          | Fim do mandato                             | Referências e notas                                                  |
| ----------------------------- | --- | ------ | ------------------- | ------------------------------------------ | ------------------------------------------ | -------------------------------------------------------------------- |
| Primeiro Reinado (1822-1831)  | |        |                     |                                            |                                            |                                                                      |
| —                             | Miguel Freire Bruce (presidente) Lourenço de Castro Belford (deputado) José Félix Pereira de Burgos (barão de Itapecuru-mirim, deputado) Fábio Gomes da Silva Belford (deputado) Pedro Antônio Pereira Pinto do Lago (secretário) |        | Partido Moderado    | 8 de agosto de 1823                        | 29 de dezembro de 1823                     | Junta Governativa - Governo provisório                               |
| —                             | Miguel Freire Bruce (presidente) Luiz Maria da Luz e Sá (deputado) Rodrigo Luiz Salgado de Sá Moscoso (deputado) José Lopes de Lemos (secretário)                                                                                 |        | Partido Moderado    | 29 de dezembro de 1823                     | 9 de julho de 1824                         | Junta Governativa - Governo provisório                               |
| 1                             | Miguel Freire Bruce |        | Partido Moderado    | 10 de julho de 1824                        | 26 de dezembro de 1824                     |                                                                      |
| —                             | Manuel Telles Lobo |        | Partido Moderado    | 26 de dezembro de 1824                     | 2 de julho de 1825                         | Vice-Presidente da província no cargo de titular                     |
| —                             | Sabino de Resende Faria |        | Partido Moderado    | 2 de julho de 1825                         | 7 de julho de 1825                         | Vice-Presidente da província no cargo de titular                     |
| —                             | Patrício de Almeida e Silva |        | Partido Moderado    | 7 de julho de 1825                         | 31 de agosto de 1825                       | Vice-Presidente da província no cargo de titular                     |
| 2                             | Pedro da Costa Barros |        | Partido Democrático | 31 de agosto de 1825                       | 27 de fevereiro de 1828                    |                                                                      |
| —                             | Romualdo Franco de Sá |        | Partido Democrático | 1° de março de 1827                        | 28 de fevereiro de 1828                    | Vice-Presidente da província no cargo de titular                     |
| 3                             | Manuel da Costa Pinto |        | Partido Popular     | 28 de fevereiro de 1828                    | 14 de janeiro de 1829                      |                                                                      |
| Período regencial (1831-1840) | |        |                     |                                            |                                            |                                                                      |
| 4                             | Cândido José de Araújo Viana |        | Partido Popular     | 14 de janeiro de 1829                      | 13 de outubro de 1832                      | Marquês de Sapucaí                                                   |
| 5                             | Joaquim da Silva e Sousa |        | Partido Popular     | 13 de outubro de 1832                      | 17 de março de 1834                        |                                                                      |
| —                             | Manuel Pereira da Cunha |        | Partido Popular     | 17 de março de 1834                        | 3 de maio de 1834                          | Vice-Presidente da província no cargo de titular                     |
| —                             | Antônio José Quim |        | Partido Popular     | 3 de maio de 1834                          | 5 de maio de 1834                          | Vice-Presidente da província no cargo de titular                     |
| —                             | Raimundo Filipe Lobato |        | Partido Popular     | 5 de maio de 1834                          | 30 de outubro de 1834                      | Vice-Presidente da província no cargo de titular                     |
| —                             | Antônio José Quim |        | Partido Popular     | 30 de outubro de 1834                      | 21 de janeiro de 1835                      | Vice-Presidente da província no cargo de titular                     |
| 6                             | Antônio Pedro Ferreira |        | Partido Liberal     | 21 de janeiro de 1835                      | 25 de janeiro de 1837                      | Barão de Pindaré                                                     |
| —                             | Joaquim Franco de Sá |        | Partido Liberal     | 25 de janeiro de 1837                      | 3 de maio de 1837                          | Vice-Presidente da província no cargo de titular                     |
| 7                             | Francisco Bibiano de Castro |        | Partido Conservador | 3 de maio de 1837                          | 3 de março de 1838                         |                                                                      |
| 8                             | Vicente Figueiredo de Camargo |        | Partido Liberal     | 3 de março de 1838                         | 3 de março de 1839                         |                                                                      |
| 9                             | Manuel Felizardo de Mello |        | Partido Conservador | 3 de março de 1839                         | 7 de fevereiro de 1840                     |                                                                      |
| Segundo Reinado (1840-1889)   | |        |                     |                                            |                                            |                                                                      |
| 10                            | Luís Alves de Lima e Silva |        | Partido Conservador | 7 de fevereiro de 1840                     | 13 de maio de 1841                         | Duque de Caxias                                                      |
| 11                            | João Antônio de Miranda |        | Partido Conservador | 13 de maio de 1841                         | 3 de abril de 1842                         |                                                                      |
| —                             | Francisco de Paula Duarte |        | Partido Conservador | 3 de abril de 1842                         | 25 de junho de 1842                        | Vice-Presidente da província no cargo de titular                     |
| 12                            | Venâncio José Lisboa |        | Partido Liberal     | 25 de junho de 1842                        | 23 de janeiro de 1843                      |                                                                      |
| 13                            | Jerônimo Martiniano |        | Partido Liberal     | 23 de janeiro de 1843                      | 21 de março de 1844                        |                                                                      |
| —                             | Bernardino de Sousa Figueiredo |        | Partido Liberal     | 21 de março de 1844                        | 17 de maio de 1844                         | Vice-Presidente da província no cargo de titular                     |
| 14                            | João José Magalhães |        | Partido Conservador | 17 de maio de 1844                         | 4 de outubro de 1844                       |                                                                      |
| —                             | Ângelo Carlos Muniz |        | Partido Conservador | 4 de outubro de 1844                       | 23 de outubro de 1844                      | Vice-Presidente da província no cargo de titular                     |
| 15                            | João José Magalhães |        | Partido Conservador | 23 de outubro de 1844                      | 14 de dezembro de 1844                     |                                                                      |
| —                             | Ângelo Carlos Muniz |        | Partido Conservador | 14 de dezembro de 1844                     | 17 de novembro de 1845                     | Vice-Presidente da província no cargo de titular                     |
| 16                            | João José Magalhães |        | Partido Conservador | 17 de novembro de 1845                     | 4 de abril de 1846                         |                                                                      |
| —                             | Ângelo Carlos Muniz |        | Partido Conservador | 4 de abril de 1846                         | 27 de outubro de 1846                      | Vice-Presidente da província no cargo de titular                     |
| 17                            | Joaquim Franco de Sá |        | Partido Conservador | 27 de outubro de 1846                      | 17 de dezembro de 1847                     |                                                                      |
| —                             | Carlos Fernando Ribeiro |        | Partido Conservador | 17 de dezembro de 1847                     | 21 de janeiro de 1848                      | Vice-Presidente da província no cargo de titular Barão de Grajaú     |
| 18                            | Joaquim Franco de Sá |        | Partido Conservador | 21 de janeiro de 1848                      | 7 de abril de 1848                         |                                                                      |
| 19                            | Antônio Álvares do Amaral |        | Partido Conservador | 7 de abril de 1848                         | 7 de janeiro de 1849                       |                                                                      |
| 20                            | Herculano Ferreira Pena |        | Partido Conservador | 7 de janeiro de 1849                       | 7 de novembro de 1849                      |                                                                      |
| 21                            | Honório Coutinho |        | Partido Conservador | 7 de novembro de 1849                      | 5 de junho de 1851                         |                                                                      |
| 22                            | Eduardo Olímpio Machado |        | Partido Conservador | 5 de junho de 1851                         | 9 de julho de 1852                         |                                                                      |
| —                             | Manuel de Sousa Magalhães |        | Partido Conservador | 9 de julho de 1852                         | 5 de setembro de 1852                      | Vice-Presidente da província no cargo de titular 1º barão de Turiaçu |
| 23                            | Eduardo Olímpio Machado |        | Partido Conservador | 5 de setembro de 1852                      | 18 de maio de 1854                         |                                                                      |
| —                             | Manuel de Sousa Magalhães |        | Partido Conservador | 18 de maio de 1854                         | 15 de julho de 1854                        | Vice-Presidente da província no cargo de titular                     |
| 24                            | Eduardo Olímpio Machado |        | Partido Conservador | 15 de julho de 1854                        | 12 de agosto de 1855                       |                                                                      |
| —                             | José Joaquim Belford |        | Partido Conservador | 12 de agosto de 1855                       | 10 de dezembro de 1855                     | Vice-Presidente da província no cargo de titular                     |
| 25                            | Antônio da Cruz Machado |        | Partido Conservador | 10 de dezembro de 1855                     | 24 de fevereiro de 1857                    |                                                                      |
| —                             | Manuel Gomes da Silva Belfort |        | Partido Conservador | 24 de fevereiro de 1857                    | 29 de abril de 1857                        | Vice-Presidente da província no cargo de titular. Barão de Coroatá   |
| 26                            | Benevenuto Augusto Magalhães Taques |        | Partido Liberal     | 29 de abril de 1857                        | 29 de setembro de 1857                     |                                                                      |
| 27                            | Francisco Xavier Paes |        | Partido Liberal     | 29 de setembro de 1857                     | 19 de abril de 1858                        |                                                                      |
| —                             | João Pedro Dias Vieira |        | Partido Liberal     | 19 de abril de 1858                        | 19 de outubro de 1858                      | Vice-Presidente da província no cargo de titular                     |
| 28                            | João Lustosa Paranaguá |        | Partido Liberal     | 19 de outubro de 1858                      | 12 de maio de 1859                         |                                                                      |
| —                             | José Maria Barreto |        | Partido Liberal     | 12 de maio de 1859                         | 26 de setembro de 1859                     | Vice-Presidente da província no cargo de titular Barão de Anajatuba  |
| 29                            | João Silveira de Sousa |        | Partido Conservador | 26 de setembro de 1859                     | 24 de março de 1861                        |                                                                      |
| 30                            | Pedro Leão Veloso |        | Partido Conservador | 24 de março de 1861                        | 25 de abril de 1861                        |                                                                      |
| 31                            | Francisco Primo de Sousa |        | Partido Conservador | 25 de abril de 1861                        | 23 de janeiro de 1862                      |                                                                      |
| 32                            | Antônio de Campos Mello |        | Partido Liberal     | 23 de janeiro de 1862                      | 5 de junho de 1863                         |                                                                      |
| —                             | João Pedro Dias Vieira |        | Partido Liberal     | 5 de junho de 1863                         | 13 de junho de 1863                        | Vice-Presidente da província no cargo de titular                     |
| 33                            | Ambrosio Leitão da Cunha |        | Partido Conservador | 13 de junho de 1863                        | 23 de novembro de 1863                     | Barão de Mamoré                                                      |
| —                             | Miguel Ayres do Nascimento |        | Partido Conservador | 23 de novembro de 1863                     | 3 de outubro de 1864                       | Vice-Presidente da província no cargo de titular                     |
| 34                            | Ambrosio Leitão da Cunha |        | Partido Conservador | 3 de outubro de 1864                       | 23 de abril de 1865                        | Barão de Mamoré                                                      |
| —                             | José Caetano Vaz Jr |        | Partido Conservador | 23 de abril de 1865                        | 14 de junho de 1865                        | Vice-Presidente da província no cargo de titular                     |
| 35                            | Lafayette Rodrigues Pereira |        | Partido Conservador | 14 de junho de 1865                        | 19 de julho de 1866                        |                                                                      |
| —                             | Miguel Ayres do Nascimento |        | Partido Conservador | 19 de julho de 1866                        | 6 de agosto de 1866                        | 1° Vice-Presidente da província no cargo de titular                  |
| —                             | Frederico José Corrêa |        | Partido Conservador | 6 de agosto de 1866                        | 10 de agosto de 1866                       | 2° Vice-Presidente da província no cargo de titular                  |
| —                             | Manuel Jansen Pereira |        | Partido Conservador | 10 de agosto de 1866                       | 1º de outubro de 1866                      | 3° Vice-Presidente da província no cargo de titular                  |
| 36                            | Antônio Alves de Sousa Carvalho |        | Partido Conservador | 1º de outubro de 1866                      | 4 de abril de 1867                         |                                                                      |
| —                             | Manuel Jansen Pereira |        | Partido Conservador | 4 de abril de 1867                         | 29 de maio de 1867                         | 3° Vice-Presidente da província no cargo de titular                  |
| —                             | Raimundo Belfort Burgos |        | Partido Conservador | 29 de maio de 1867                         | 1º de outubro de 1866                      | 1° Vice-Presidente da província no cargo de titular                  |
| 37                            | Franklin Dória |        | Partido Conservador | 1º de outubro de 1866                      | 30 de abril de 1867                        | Barão de Loreto                                                      |
| —                             | Antônio Lamagner Galvão |        | Partido Conservador | 30 de abril de 1867                        | 28 de outubro de 1867                      | Vice-Presidente da província no cargo de titular                     |
| 38                            | Antônio Epaminondas de Melo |        | Partido Conservador | 28 de outubro de 1867                      | 5 de maio de 1868                          |                                                                      |
| —                             | Manuel Jansen Pereira |        | Partido Conservador | 5 de maio de 1868                          | 1º de agosto de 1868                       | Vice-Presidente da província no cargo de titular                     |
| 39                            | Manuel Cerqueira Pinto |        | Partido Liberal     | 1º de agosto de 1868                       | 4 de setembro de 1868                      |                                                                      |
| 40                            | Ambrosio Leitão da Cunha |        | Partido Conservador | 4 de setembro de 1868                      | 18 de outubro de 1868                      |                                                                      |
| 41                            | Manuel Cerqueira Pinto |        | Partido Liberal     | 18 de outubro de 1868                      | 25 de outubro de 1868                      |                                                                      |
| 42                            | Ambrosio Leitão da Cunha |        | Partido Conservador | 25 de outubro de 1868                      | 4 de abril de 1869                         |                                                                      |
| 43                            | José da Silva Maia |        | Partido Conservador | 4 de abril de 1869                         | 1870                                       |                                                                      |
| —                             | José Pereira da Graça |        | Partido Conservador | 1870                                       | 28 de outubro de 1870                      | Vice-Presidente da província no cargo de titular                     |
| 44                            | Augusto Olímpio Gomes |        | Partido Conservador | 28 de outubro de 1870                      | 19 de maio de 1871                         |                                                                      |
| 45                            | José da Silva Maia |        | Partido Conservador | 19 de maio de 1871                         | 1871                                       |                                                                      |
| —                             | José Pereira da Graça |        | Partido Conservador | 1871                                       | 14 de outubro de 1871                      | Vice-Presidente da província no cargo de titular                     |
| 46                            | Augusto Olímpio Gomes |        | Partido Conservador | 14 de outubro de 1871                      | 29 de abril de 1872                        |                                                                      |
| —                             | José Pereira da Graça |        | Partido Conservador | 29 de abril de 1872                        | 1872 ou 1873                               | Vice-Presidente da província no cargo de titular                     |
| 47                            | Silvino Elvídio Carneiro |        | Partido Liberal     | 1872 ou 1873                               | 4 de outubro de 1873                       | Barão de Abiaí                                                       |
| 48                            | Augusto Olímpio Gomes |        | Partido Conservador | 4 de outubro de 1873                       | 18 de abril de 1874                        |                                                                      |
| —                             | José Francisco de Viveiros |        | Partido Conservador | 18 de abril de 1874                        | 28 de setembro de 1874                     | Vice-Presidente da província no cargo de titular                     |
| 49                            | Augusto Olímpio Gomes |        | Partido Conservador | 28 de setembro de 1874                     | 22 de fevereiro de 1875                    |                                                                      |
| —                             | José Pereira da Graça |        | Partido Conservador | 22 de fevereiro de 1875                    | 14 de junho de 1875                        | Vice-Presidente da província no cargo de titular                     |
| —                             | José Francisco de Viveiros |        | Partido Conservador | 14 de junho de 1875                        | 23 de junho de 1875                        | Vice-Presidente da província no cargo de titular                     |
| 50                            | Frederico Cardoso de Araújo |        | Partido Liberal     | 23 de junho de 1875                        | 2 de fevereiro de 1876                     |                                                                      |
| 51                            | Frederico de Almeida e Albuquerque |        | Partido Conservador | 2 de fevereiro de 1876                     | 7 de dezembro de 1876                      |                                                                      |
| —                             | Jacinto José Gomes |        | Partido Conservador | 7 de dezembro de 1876                      | 18 de dezembro de 1876                     | 3° Vice-Presidente da província no cargo de titular Barão de Monção  |
| 52                            | Francisco Maria Benevides |        | Partido Liberal     | 18 de dezembro de 1876                     | 28 de março de 1878                        |                                                                      |
| —                             | Carlos Fernandes Ribeiro |        | Partido Liberal     | 28 de março de 1878                        | 17 de maio de 1878                         | Vice-Presidente da província no cargo de titular Barão de Grajaú     |
| 53                            | Graciliano do Prado Pimentel |        | Partido Liberal     | 17 de maio de 1878                         | 11 de novembro de 1878                     |                                                                      |
| —                             | Francisco de Mello Coutinho |        | Partido Liberal     | 11 de novembro de 1878                     | 21 de novembro de 1878                     | 4° Vice-Presidente da província no cargo de titular                  |
| 54                            | José Caetano Vaz Jr |        | Partido Conservador | 21 de novembro de 1878                     | 24 de julho de 1879                        |                                                                      |
| 55                            | Luís Lins de Vasconcelos |        | Partido Liberal     | 24 de julho de 1879                        | 27 de maio de 1880                         |                                                                      |
| —                             | Carlos Fernandes Ribeiro |        | Partido Liberal     | 27 de maio de 1880                         | 24 de julho de 1880                        | Vice-Presidente da província no cargo de titular Barão de Grajaú     |
| 56                            | Cincinnato Pinto da Silva |        | Partido Liberal     | 24 de julho de 1880                        | 17 de novembro de 1881                     |                                                                      |
| 57                            | João Paulo Monteiro de Andrade |        | Partido Conservador | 17 de novembro de 1881                     | 7 de março de 1882                         |                                                                      |
| 58                            | José Manuel de Freitas |        | Partido Liberal     | 7 de março de 1882                         | 6 de junho de 1883                         |                                                                      |
| —                             | Carlos Fernandes Ribeiro |        | Partido Liberal     | 6 de junho de 1883                         | 25 de setembro de 1883                     | Vice-Presidente da província no cargo de titular Barão de Grajaú     |
| 59                            | Ovídio de Andrade |        | Partido Liberal     | 25 de setembro de 1883                     | 2 de março de 1884                         |                                                                      |
| —                             | Carlos Fernandes Ribeiro |        | Partido Liberal     | 2 de março de 1884                         | 17 de setembro de 1884                     | Vice-Presidente da província no cargo de titular Barão de Grajaú     |
| 60                            | Leandro de Godói Vasconcelos |        | Partido Liberal     | 17 de setembro de 1884                     | 16 de maio de 1885                         |                                                                      |
| —                             | Carlos Fernandes Ribeiro |        | Partido Liberal     | 16 de maio de 1885                         | 23 de junho de 1885                        | Vice-Presidente da província no cargo de titular Barão de Grajaú     |
| 61                            | Antônio Tibúrcio Figueira |        | Partido Conservador | 23 de junho de 1885                        | 14 de setembro de 1885                     |                                                                      |
| —                             | Cipriano Veloso Viana |        | Partido Conservador | 14 de setembro de 1885                     | 14 de outubro de 1885                      | 2° Vice-Presidente da província no cargo de titular                  |
| 62                            | João Bandeira de Mello |        | Partido Conservador | 14 de outubro de 1885                      | 29 de abril de 1886                        |                                                                      |
| —                             | José Francisco de Viveiros |        | Partido Conservador | 29 de abril de 1886                        | 25 de agosto de 1886                       | Vice-Presidente da província no cargo de titular                     |
| 63                            | José Bento de Araújo |        | Partido Liberal     | 25 de agosto de 1886                       | 18 de abril de 1888                        |                                                                      |
| —                             | José Mariano da Costa |        | Partido Liberal     | 18 de abril de 1888                        | 28 de abril de 1888                        | Vice-Presidente da província no cargo de titular                     |
| 64                            | José Moreira da Silva |        | Partido Liberal     | 28 de abril de 1888                        | 30 de junho de 1889                        |                                                                      |
| —                             | Carlos Fernandes Ribeiro |        | Partido Liberal     | 30 de junho de 1889                        | 3 de agosto de 1889                        | Vice-Presidente da província no cargo de titular Barão de Grajaú     |
| 65                            | Pedro da Cunha Beltrão |        | Partido Liberal     | 3 de agosto de 1889                        | 29 de setembro de 1889                     |                                                                      |
| —                             | José Jansen Ferreira Jr |        | Partido Liberal     | 29 de setembro de 1889                     | 5 de outubro 1889 / 12 de novembro de 1889 | Vice-Presidente da província no cargo de titular                     |
| 66                            | Augusto Pereira de Mattos |        | Partido Liberal     | 5 de outubro 1889 / 12 de novembro de 1889 | 18 de novembro de 1889                     |                                                                      |

## Governadores do período republicano (1889 —2025)
| Nº                                                    | Nome                                 | Imagem                             | Partido                                          | Início do mandato       | Fim do mandato                             | Referências e notas                                                      |
| ----------------------------------------------------- | ------------------------------------ | ---------------------------------- | ------------------------------------------------ | ----------------------- | ------------------------------------------ | ------------------------------------------------------------------------ |
| Primeira República Brasileira (1889-1930)             |                                      |                                    |                                                  |                         |                                            |                                                                          |
| —                                                     | Junta Governativa Maranhense de 1889 |                                    | Sem Partido                                      | 18 de novembro de 1889  | 17 de dezembro de 1889                     | Governo provisório                                                       |
| —                                                     | Pedro Tavares Jr                     |                                    | Partido Republicano PR                           | 17 de dezembro de 1889  | 3 de janeiro de 1890                       | Governador nomeado pelo Presidente Deodoro da Fonseca                    |
| 1                                                     | Eleutério Muniz Varela               |                                    | Partido Republicano PR                           | 3 de janeiro de 1890    | 4 de julho de 1890                         | Chefe de Polícia                                                         |
| —                                                     | José Tomás da Porciúncula            |                                    | Partido Republicano PR                           | 4 de julho de 1890      | 7 de julho de 1890                         | Governador nomeado pelo Presidente Deodoro da Fonseca                    |
| —                                                     | Augusto Olímpio Castro               |                                    | Partido Nacional PN                              | 7 de julho de 1890      | 25 de julho de 1890                        | Vice-Governador nomeado no cargo de titular                              |
| 2                                                     | Manuel Belfort Vieira                |                                    | Partido Liberal PL                               | 25 de julho de 1890     | 28 de outubro de 1890                      | Governador nomeado pelo Presidente Deodoro da Fonseca                    |
| 3                                                     | José Viana Vaz                       |                                    | Partido Liberal PL                               | 28 de outubro de 1890   | 4 de março de 1891                         | Vice-Governador nomeado no cargo de titular                              |
| —                                                     | Tarquínio Lopes                      |                                    | Partido Liberal PL                               | 4 de março de 1891      | 14 de março de 1891                        | Segundo Vice-Governador nomeado no cargo de titular                      |
| 4                                                     | Lourenço Albuquerque                 |                                    | Partido Republicano Democrata PRD                | 14 de março de 1891     | 18 de dezembro de 1891                     | Governador nomeado pelo Presidente Deodoro da Fonseca                    |
| —                                                     | Junta Governativa Maranhense de 1891 |                                    | Sem Partido                                      | 18 de dezembro de 1891  | 8 de janeiro de 1892                       | Governo provisório triunvirato                                           |
| 5                                                     | Manuel Belfort Vieira                |                                    | Partido Liberal PL                               | 8 de janeiro de 1892    | 30 de novembro de 1892                     | Governador nomeado pelo Presidente Floriano Peixoto                      |
| 6                                                     | Alfredo Martins                      |                                    | Partido Liberal PL                               | 30 de novembro de 1892  | 27 de outubro de 1893                      | Segundo Vice-Governador nomeado no cargo de titular                      |
| 7                                                     | Casimiro Vieira Jr                   |                                    | Partido Liberal PL                               | 27 de outubro de 1893   | 2 de fevereiro de 1895                     | Vice-Governador nomeado no cargo de titular                              |
| 8                                                     | Manuel Belfort Vieira                |                                    | Partido Liberal PL                               | 2 de fevereiro de 1895  | 13 de agosto de 1895                       | Governador nomeado pelo Presidente Prudente de Moraes                    |
| 9                                                     | Casimiro Vieira Jr                   |                                    | Partido Liberal PL                               | 13 de agosto de 1895    | 16 de dezembro de 1895                     | Vice-Governador nomeado no cargo de titular                              |
| 10                                                    | Alfredo Martins                      |                                    | Partido Liberal PL                               | 16 de dezembro de 1895  | 29 de abril de 1896                        | Segundo Vice-Governador nomeado no cargo de titular                      |
| 11                                                    | Casimiro Vieira Jr                   |                                    | Partido Liberal PL                               | 29 de abril de 1896     | 26 de março de 1897                        | Vice-Governador nomeado no cargo de titular                              |
| 12                                                    | Alfredo Martins                      |                                    | Partido Liberal PL                               | 26 de março de 1897     | 1º de março de 1898                        | Segundo Vice-Governador nomeado no cargo de titular                      |
| 13                                                    | José de Magalhães Braga              |                                    | Partido Republicano Democrata PRD                | 1º de março de 1898     | 11 de agosto de 1898                       | Governador nomeado pelo Presidente Prudente de Moraes                    |
| 14                                                    | João Gualberto Torreão da Costa      |                                    | Partido Federalista PF                           | 11 de agosto de 1898    | 1º de março de 1902                        | Governador eleito em sufrágio universal                                  |
| 15                                                    | Manuel Lopes da Cunha                |                                    | Partido Federalista PF                           | 1º de março de 1902     | 1º de março de 1906                        | Governador eleito em sufrágio universal                                  |
| 16                                                    | Benedito Pereira Leite               |                                    | Partido Federalista PF                           | 1º de março de 1906     | 25 de maio de 1908                         | Governador eleito em sufrágio universal                                  |
| 17                                                    | Arthur Collares                      |                                    | Partido Federalista PF                           | 25 de maio de 1908      | 25 de fevereiro de 1909                    | Segundo Vice-Governador nomeado no cargo de titular                      |
| 18                                                    | Mariano Martins Lisboa Neto'         |                                    | Partido Moderado Brasileiro PMB                  | 25 de fevereiro de 1909 | 29 de junho de 1909                        | Presidente da Assembleia Legislativa                                     |
| 19                                                    | Américo Vespúcio dos Reis            |                                    | Partido Progressista PP                          | 29 de junho de 1909     | 5 de fevereiro de 1910                     | Presidente da Assembleia Legislativa                                     |
| —                                                     | Frederico de Sá Filgueiras           |                                    | Partido Progressista PP                          | 5 de fevereiro de 1910  | 1º de março de 1910                        | Governador nomeado interinamente pelo Presidente Nilo Peçanha            |
| 20                                                    | Luís Antônio Domingues da Silva      |                                    | Partido Republicano Constitucional PRC           | 1º de março de 1910     | 1º de março de 1914                        | Governador eleito em sufrágio universal                                  |
| —                                                     | Afonso Gifwning de Matos             |                                    | Partido Republicano Constitucional PRC           | 1º de março de 1914     | 26 de abril de 1914                        | Presidente da Câmara Municipal de São Luís                               |
| 21                                                    | Herculano Nina Parga                 |                                    | Partido Republicano Maranhense PRM               | 1º de março de 1914     | 20 de março de 1917                        | Governador eleito em sufrágio universal                                  |
| 22                                                    | Antônio Brício de Araújo             |                                    | Partido Republicano Maranhense PRM               | 20 de março de 1917     | 1º de março de 1918                        | Vice-Governador nomeado no cargo de titular                              |
| 23                                                    | José Joaquim Marques                 |                                    | Partido Republicano Constitucional PRC           | 1º de março de 1918     | 9 de outubro de 1918                       | Presidente da Assembleia Legislativa                                     |
| —                                                     | Raul da Cunha Machado                |                                    | Partido Republicano Maranhense PRM               | 9 de outubro de 1918    | 21 de outubro de 1918                      | Segundo Vice-Governador nomeado no cargo de titular                      |
| 24                                                    | Urbano Santos                        |                                    | Partido Republicano Maranhense PRM               | 21 de outubro de 1918   | 25 de fevereiro de 1922                    | Governador eleito em sufrágio universal                                  |
| 25                                                    | Raul da Cunha Machado                |                                    | Partido Republicano Maranhense PRM               | 25 de fevereiro de 1922 | 20 de janeiro de 1923                      | Segundo Vice-Governador nomeado no cargo de titular                      |
| 26                                                    | Godofredo Viana                      |                                    | Partido Republicano Maranhense PRM               | 20 de janeiro de 1923   | 1º de março de 1926                        | Governador eleito em sufrágio universal                                  |
| 27                                                    | José Magalhães de Almeida            |                                    | Partido Republicano Maranhense PRM               | 1º de março de 1926     | 1º de março de 1930                        | Governador eleito em sufrágio universal                                  |
| 28                                                    | José Pires Sexto                     |                                    | Partido Social Democrático PSD                   | 1º de março de 1930     | 8 de outubro de 1930                       | Governador eleito em sufrágio universal                                  |
| —                                                     | Junta governativa maranhense de 1930 |                                    | Sem Partido                                      | 8 de outubro de 1930    | 14 de novembro de 1930                     | Governo provisório triunvirato                                           |
| Segunda e Terceira Repúblicas Brasileiras (1930-1945) |                                      |                                    |                                                  |                         |                                            |                                                                          |
| —                                                     | Luso Torres                          |                                    | Partido Progressista PP                          | 15 de novembro de 1930  | 27 de novembro de 1930                     | Interventor nomeado pelo Presidente Getúlio Vargas                       |
| 29                                                    | José Maria Perdigão                  |                                    | Aliança Liberal AL                               | 27 de novembro de 1930  | 9 de janeiro de 1931                       | Interventor nomeado pelo Presidente Getúlio Vargas                       |
| 30                                                    | Astolfo Serra                        |                                    | Aliança Liberal AL                               | 9 de janeiro de 1931    | 18 de agosto de 1931                       | Interventor nomeado pelo Presidente Getúlio Vargas                       |
| —                                                     | Joaquim Aquino Correia               |                                    | Partido Progressista PP                          | 18 de agosto de 1931    | 8 de setembro de 1931                      | Interventor nomeado interinamente                                        |
| 31                                                    | Lourival Seroa da Mota               |                                    | Partido da Ação Nacional PAN                     | 8 de setembro de 1931   | 10 de fevereiro de 1933                    | Interventor nomeado pelo Presidente Getúlio Vargas                       |
| 32                                                    | Américo Wanick                       |                                    | União Republicana Maranhense URM                 | 10 de fevereiro de 1933 | 30 de abril de 1933                        | Interventor nomeado pelo Presidente Getúlio Vargas                       |
| —                                                     | Álvaro Saldanha                      |                                    | Aliança Liberal AL                               | 30 de abril de 1933     | 29 de junho de 1933                        | Interventor nomeado pelo Presidente Getúlio Vargas                       |
| 33                                                    | Antônio Martins de Almeida           |                                    | Partido Social Democrático PSD                   | 29 de junho de 1933     | 22 de julho de 1935                        | Interventor nomeado pelo Presidente Getúlio Vargas                       |
| 34                                                    | Aquiles Lisboa                       |                                    | Partido Republicano Maranhense PRM               | 22 de julho de 1935     | 14 de junho de 1936                        | Interventor eleito em sufrágio universal                                 |
| —                                                     | Roberto Carneiro de Mendonça         |                                    | Aliança Liberal AL                               | 14 de junho de 1936     | 15 de agosto de 1936                       | Interventor nomeado pelo Presidente Getúlio Vargas                       |
| 35                                                    | Paulo Ramos                          |                                    | Partido Progressista PP                          | 15 de agosto de 1936    | 25 de abril de 1945                        | Interventor eleito indiretamente pela Assembléia Legislativa             |
| 36                                                    | Clodomir Cardoso                     |                                    | Partido Social Democrático PSD                   | 25 de abril de 1945     | 9 de novembro de 1945                      | Interventor nomeado pelo Presidente Getúlio Vargas                       |
| Quarta República Brasileira (1945-1964)               |                                      |                                    |                                                  |                         |                                            |                                                                          |
| 37                                                    | Eleazar Soares Campos                |                                    | Sem Partido                                      | 9 de novembro de 1945   | 16 de fevereiro de 1946                    | Presidente do Tribunal de Justiça                                        |
| 38                                                    | Saturnino Bello                      |                                    | Partido Social Democrático PSD                   | 16 de fevereiro de 1946 | 10 de abril de 1947                        | Interventor nomeado pelo Presidente Eurico Dutra                         |
| —                                                     | João Pires Ferreira                  |                                    | Sem Partido                                      | 10 de abril de 1947     | 14 de abril de 1947                        | Presidente do Tribunal de Justiça                                        |
| 39                                                    | Sebastião Archer                     |                                    | Partido Proletário do Brasil PPB                 | 14 de abril de 1947     | 31 de janeiro de 1951                      | Governador eleito em sufrágio universal                                  |
| —                                                     | Traiaú Rodrigues Moreira             |                                    | Sem Partido                                      | 31 de janeiro de 1951   | 28 de fevereiro de 1951                    | Presidente do Tribunal de Justiça                                        |
| 40                                                    | Eugênio Barros                       |                                    | Partido Social Trabalhista PST                   | 28 de fevereiro de 1951 | 14 de março de 1951                        | Governador eleito em sufrágio universal                                  |
| 41                                                    | César Aboud                          |                                    | Partido Social Democrático PSD                   | 14 de março de 1951     | 18 de setembro de 1951                     | Presidente da Assembleia Legislativa                                     |
| 42                                                    | Eugênio Barros                       |                                    | Partido Social Trabalhista PST                   | 18 de setembro de 1951  | 31 de janeiro de 1956                      | Governador eleito em sufrágio universal                                  |
| 43                                                    | Alderico Machado                     |                                    | Partido Social Democrático PSD                   | 31 de janeiro de 1956   | 26 de março de 1956                        | Presidente da Assembleia Legislativa                                     |
| 44                                                    | Eurico Ribeiro                       |                                    | Partido Social Democrático PSD                   | 26 de março de 1956     | 9 de julho de 1957                         | Presidente da Assembleia Legislativa                                     |
| 45                                                    | José de Matos Carvalho               |                                    | Partido Social Democrático PSD                   | 9 de julho de 1957      | 31 de janeiro de 1961                      | Governador eleito em sufrágio universal                                  |
| 46                                                    | Newton Bello                         |                                    | Partido Social Democrático PSD                   | 31 de janeiro de 1961   | 31 de janeiro de 1966                      | Governador eleito em sufrágio universal                                  |
| Ditadura Militar (1964-1985)                          |                                      |                                    |                                                  |                         |                                            |                                                                          |
| 47                                                    | José Sarney                          |                                    | União Democrática Nacional UDN                   | 1º de fevereiro de 1966 | 14 de maio de 1970                         | Governador eleito em sufrágio universal                                  |
| 47                                                    | José Sarney                          | Aliança Renovadora Nacional ARENA  |                                                  | 1º de fevereiro de 1966 | 14 de maio de 1970                         | Governador eleito em sufrágio universal                                  |
| —                                                     | Antônio Dino                         |                                    | Aliança Renovadora Nacional ARENA                | 14 de maio de 1970      | 15 de março de 1971                        | Vice-Governador eleito, assumiu após a renuncia do titular               |
| 48                                                    | Pedro Neiva de Santana               |                                    | Aliança Renovadora Nacional ARENA                | 15 de março de 1971     | 15 de março de 1975                        | Governador eleito pelo Colégio Eleitoral                                 |
| —                                                     | José Murad                           |                                    | Aliança Renovadora Nacional ARENA                | 15 de março de 1975     | 31 de março de 1975                        | Vice-Governador eleito indiretamente, assumiu após a renuncia do titular |
| 49                                                    | Osvaldo da Costa Nunes Freire        |                                    | Aliança Renovadora Nacional ARENA                | 31 de março de 1975     | 15 de março de 1979                        | Governador eleito pelo Colégio Eleitoral                                 |
| 50                                                    | João Castelo                         |                                    | Partido Democrático Social PDS                   | 15 de março de 1979     | 14 de maio de 1982                         | Governador eleito pelo Colégio Eleitoral                                 |
| 51                                                    | Ivar Saldanha                        |                                    | Partido Democrático Social PDS                   | 14 de maio de 1982      | 15 de março de 1983                        | Presidente da Assembleia Legislativa                                     |
| 52                                                    | Luís Rocha                           |                                    | Partido Democrático Social PDS                   | 15 de março de 1983     | 15 de março de 1987                        | Governador eleito em sufrágio universal                                  |
| Quinta República Brasileira (1985-presente)           |                                      |                                    |                                                  |                         |                                            |                                                                          |
| 53                                                    | Epitácio Cafeteira                   |                                    | PMDB/Partido Democrata Cristão PDC               | 15 de março de 1987     | 3 de abril de 1990                         | Governador eleito em sufrágio universal                                  |
| 54                                                    | João Alberto de Souza                |                                    | Partido da Frente Liberal PFL                    | 3 de abril de 1990      | 15 de março de 1991                        | Vice-Governador eleito, assumiu após a renuncia do titular               |
| 55                                                    | Edison Lobão                         |                                    | Partido da Frente Liberal PFL                    | 15 de março de 1991     | 2 de abril de 1994                         | Governador eleito em sufrágio universal                                  |
| 56                                                    | José de Ribamar Fiquene              |                                    | Partido da Frente Liberal PFL                    | 2 de abril de 1994      | 1º de janeiro de 1995                      | Vice-Governador eleito, assumiu após a renuncia do titular               |
| 57                                                    | Roseana Sarney                       |                                    | Partido da Frente Liberal PFL                    | 1º de janeiro de 1995   | 1º de janeiro de 1999                      | Governadora eleita em sufrágio universal                                 |
| 57                                                    | Roseana Sarney                       | 1º de janeiro de 1999              | Partido da Frente Liberal PFL                    | 5 de abril de 2002      | Governadora reeleita em sufrágio universal |                                                                          |
| 58                                                    | José Reinaldo Tavares                |                                    | Partido da Frente Liberal PFL                    | 5 de abril de 2002      | 1º de janeiro de 2003                      | Vice-Governador eleito, assumiu após a renúncia da titular               |
| 58                                                    | José Reinaldo Tavares                | Partido da Frente Liberal PFL      | 1º de janeiro de 2003                            | 1º de janeiro de 2007   | Governador reeleito em sufrágio universal  |                                                                          |
| 58                                                    | José Reinaldo Tavares                | Partido Trabalhista Brasileiro PTB | 1º de janeiro de 2003                            | 1º de janeiro de 2007   | Governador reeleito em sufrágio universal  |                                                                          |
| 58                                                    | José Reinaldo Tavares                | Partido Socialista Brasileiro PSB  | 1º de janeiro de 2003                            | 1º de janeiro de 2007   | Governador reeleito em sufrágio universal  |                                                                          |
| 59                                                    | Jackson Lago                         |                                    | Partido Democrático Trabalhista PDT              | 1º de janeiro de 2007   | 17 de abril de 2009                        | Governador eleito em sufrágio universal, cassado em 3 de março de 2009   |
| 60                                                    | Roseana Sarney                       |                                    | Partido do Movimento Democrático Brasileiro PMDB | 17 de abril de 2009     | 1º de janeiro de 2011                      | Segundo lugar nas eleições de 2006, assumiu após a cassação do titular   |
| 60                                                    | Roseana Sarney                       | 1º de janeiro de 2011              | Partido do Movimento Democrático Brasileiro PMDB | 10 de dezembro de 2014  | Governadora reeleita em sufrágio universal |                                                                          |
| 61                                                    | Arnaldo Melo                         |                                    | Partido do Movimento Democrático Brasileiro PMDB | 10 de dezembro de 2014  | 1º de janeiro de 2015                      | Presidente da Assembleia Legislativa                                     |
| 62                                                    | Flávio Dino                          |                                    | Partido Comunista do Brasil PCdoB                | 1º de janeiro de 2015   | 1º de janeiro de 2019                      | Governador eleito em sufrágio universal                                  |
| 62                                                    | Flávio Dino                          | 1º de janeiro de 2019              | Partido Comunista do Brasil PCdoB                | 2 de abril de 2022      | Governador reeleito em sufrágio universal  |                                                                          |
| 62                                                    | Flávio Dino                          | 1º de janeiro de 2019              | Partido Socialista Brasileiro PSB                | 2 de abril de 2022      | Governador reeleito em sufrágio universal  |                                                                          |
| 63                                                    | Carlos Brandão                       |                                    | Partido Socialista Brasileiro PSB                | 2 de abril de 2022      | 1° de janeiro de 2023                      | Vice-Governador eleito, assumiu após a renuncia do titular               |
| 63                                                    | Carlos Brandão                       | 1° de janeiro de 2023              | Partido Socialista Brasileiro PSB                | em exercício            | Governador reeleito em sufrágio universal  |                                                                          |